# Comuna Scurtu Mare, Teleorman
Scurtu Mare este o comună în județul Teleorman, Muntenia, România, formată din satele Albeni, Drăcești, Negrilești, Scurtu Mare (reședința), Scurtu-Slăvești și Valea Poștei.

## Demografie
Componența etnică a comunei Scurtu Mare
     Români (86,59%)
     Alte etnii (13,41%)
Componența confesională a comunei Scurtu Mare
     Ortodocși (84,87%)
     Alte religii (0,72%)
     Necunoscută (14,41%)
Conform recensământului efectuat în 2021, populația comunei Scurtu Mare se ridică la 1.395 de locuitori, în scădere față de recensământul anterior din 2011, când fuseseră înregistrați 1.838 de locuitori. Majoritatea locuitorilor sunt români (86,59%). Din punct de vedere confesional, majoritatea locuitorilor sunt ortodocși (84,87%), iar pentru 14,41% nu se cunoaște apartenența confesională.

## Istorie
La sfârșitul secolului al XIX-lea, comuna făcea parte din plasa Glavaciocul al județului Vlașca, fiind alcătuită din satele Drăcești, Negrilești, Scurtu Mare și Scurtu-Slăvești, cu o populație de moșneni. În comună funcționa două școli mixte și trei biserici.
Anuarul Socec din 1925 consemnează comuna în aceiași plasă, cu o populație de 2783 de locuitori, în satele Drăcești, Negrilești, Scurtu Mare, Scurtu-Slăvești și Valea Poștei.
În anul 1950, comunele au trecut în administrația raionului Videle al regiunii Teleorman, raion care, doi ani mai târziu, a fost inclus în regiunea București.
În anul 1968, comuna a fost transferată la județul Teleorman, în actuala structură.

## Politică și administrație
Comuna Scurtu Mare este administrată de un primar și un consiliu local compus din 11 consilieri. Primarul, Ilie-Costel Lăzărescu[*], de la Partidul Social Democrat, este în funcție din 1 noiembrie 2024. Începând cu alegerile locale din 2024, consiliul local are următoarea componență pe partide politice:
|  | Partid                          | Consilieri | Componența Consiliului | Componența Consiliului | Componența Consiliului | Componența Consiliului | Componența Consiliului |
|  | ------------------------------- | ---------- | ---------------------- | ---------------------- | ---------------------- | ---------------------- | ---------------------- |
|  | Partidul Social Democrat        | 5          |                        |                        |                        |                        |                        |
|  | Alianța pentru Unirea Românilor | 3          |                        |                        |                        |                        |                        |
|  | Partidul Național Liberal       | 2          |                        |                        |                        |                        |                        |
|  | Partidul Mișcarea Populară      | 1          |                        |                        |                        |                        |                        |

## Monumente istorice
- Biserica de lemn "Cuvioasa Paraschiva”, sat Drăcești. Localizare: În centrul satului. Datare: 1805